# 알파 로메오 이구아나
알파 로메오 이구아나(Alfa Romeo Iguana)는 알파 로메오가 1969년에 생산한 컨셉트 카로, 이탈디자인의 조르제토 주지아로가 디자인했다.

## 배경
이 차는 몬차 스포츠카 쇼에서 미리 공개되었고, 1969년 토리노 모터쇼에서 공식 발표되었다. 이 차는 조르제토 주지아로가 자신의 카로체리아의 책임자로서 디자인한 최초의 알파 로메오 모델이었으며 티포 33/2의 일반 도로용 알파 로메오 33 스트라달레 버전을 기반으로 했다. 이구아나는 생산에 들어가지 않았지만, 주지아로의 후기 작품에 반영되었다. 이구아나의 차체는 금속 플레이크 회색으로 칠해졌고, 지붕 프레임과 캐빈 기둥은 브러시드 메탈로 마감되었다. 주지아로는 후에 들로리언 DMC-12에 이러한 마감 방식을 적용하기도 했다.

## 기술적 세부사항

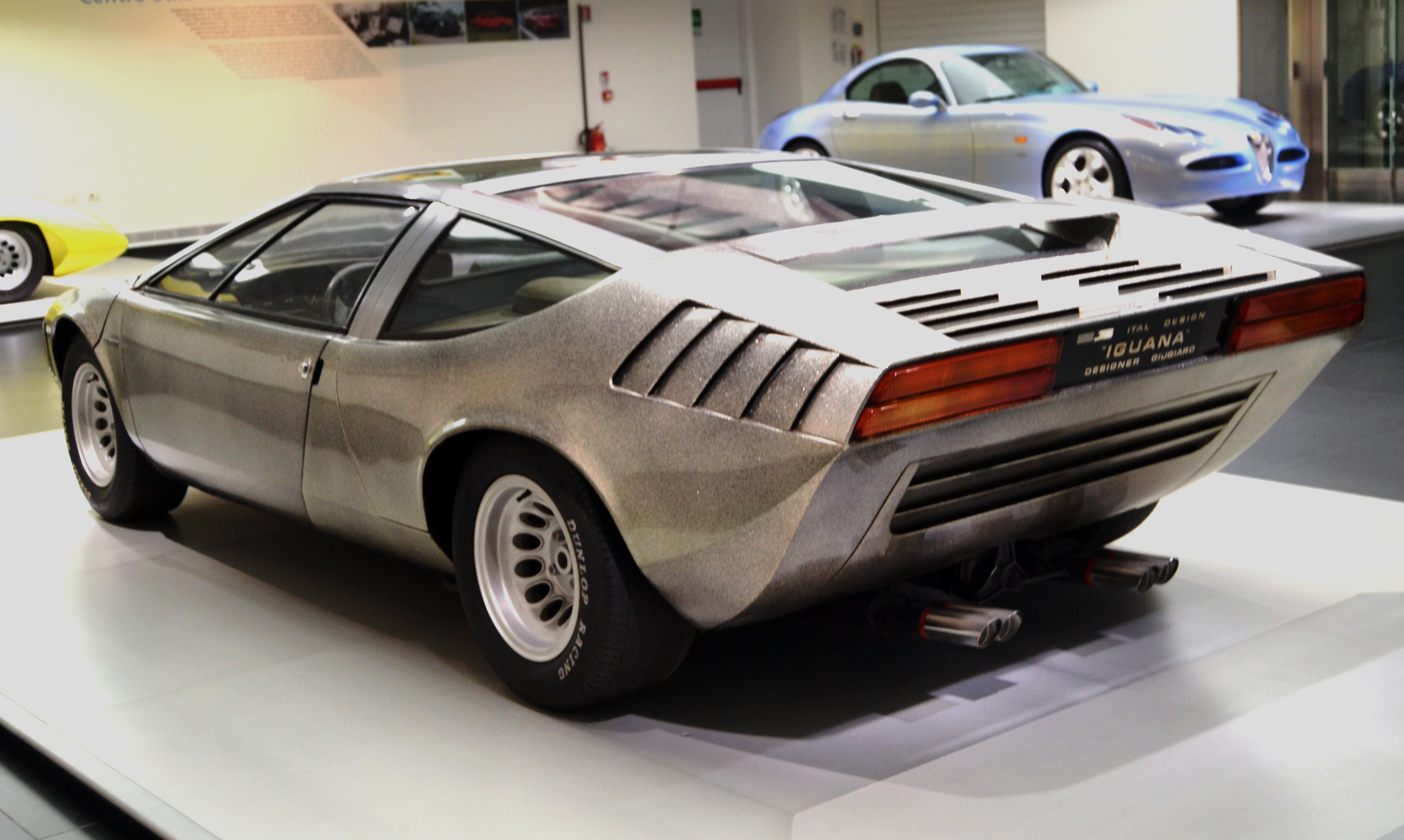
이구아나의 후면부

스트라달레에서 물려받은 섀시는 관형 강철로 만들어졌으며 연료 탱크는 고무로 덧대어졌다. 차체는 유리섬유로 만들어진 쿠페형이었다. 바퀴 위의 융기 부분과 앞 유리의 깊이 사이의 낮게 경사진 앞부분은 포르쉐 타피로와 마세라티 보라에서 다시 적용되었으며, 후면 요소의 정의는 주지아로가 스타일링한 다른 차량, 특히 Alfetta GT에서도 나타났다.

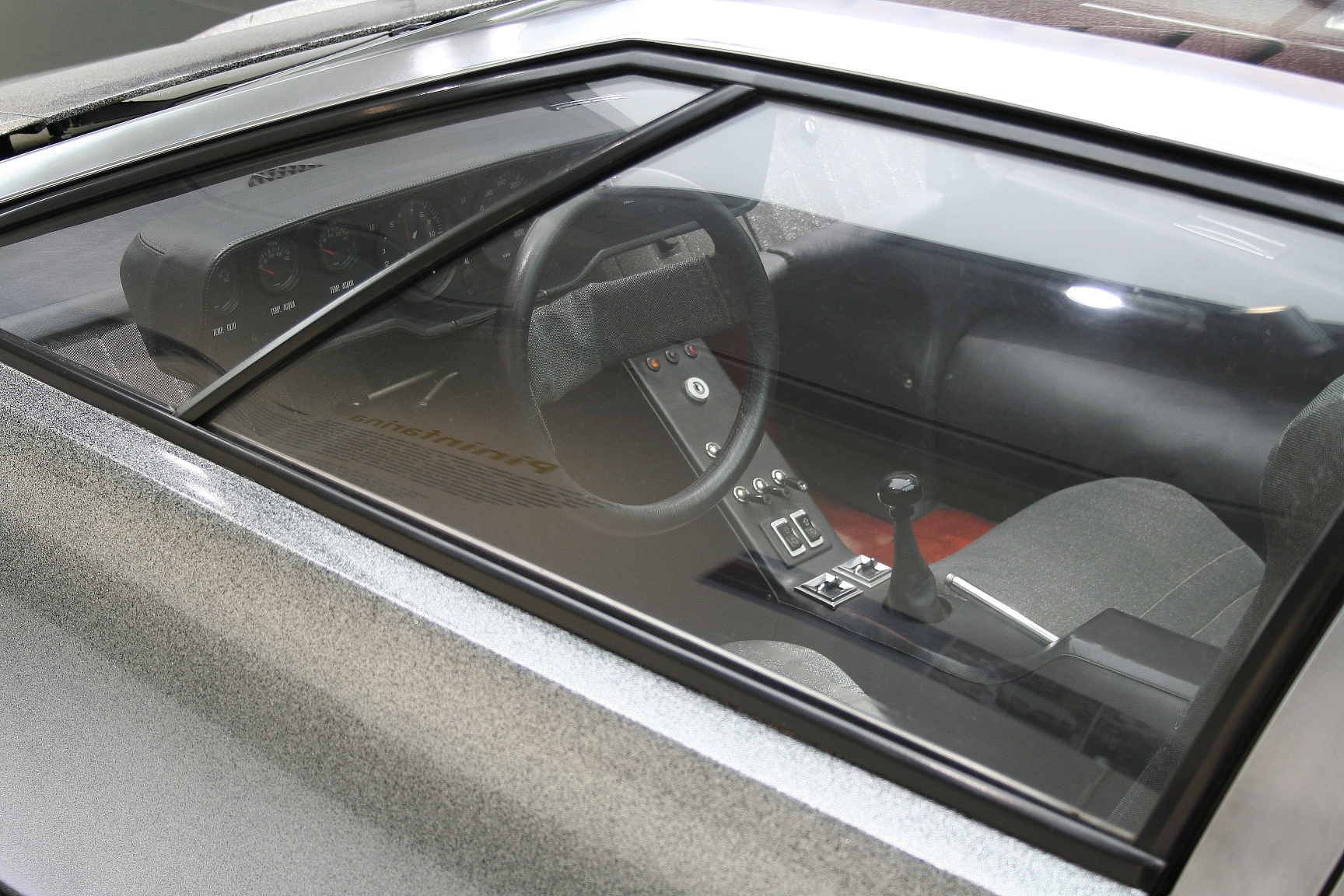
이구아나의 내부

이구아나는 처음에 1,995cc(121.7쿠인치) 알루미늄 V8 엔진을 장착하여 8,000rpm에서 171.5kW(230마력)의 출력을 발휘했다. 엔진은 199kW(266.9마력)를 발휘했지만, 신뢰성이 떨어졌다. 이 엔진은 알파 로메오가 티포 33에 처음 적용했을 당시 생산한 최초의 V8 엔진이었고, 이구아나에서는 SPICA 연료 분사 시스템과 6단 콜로티 기어박스와 결합되었다. 이러한 요건을 갖춘 이구아나는 최고 속도 260km/h(161.6mph)를 낼 수 있었다. 어느 시점에서 알려지지 않은 이유로 원래 엔진은 몬트리올을 위해 제작된 2,593cc (158.2 cu in), 149.1 kW (200 hp) V8 중 하나로 교체되었다.
서스펜션은 네 모서리 모두 위쪽과 아래쪽에 A암으로 설치되었다. 브레이크는 걸링 디스크이고 휠은 캄파뇰로 합금이었다.

## 관련 차량
- 알파 로메오 티포 33
- 알파 로메오 33 스트라달레
- 알파 로메오 카라보
- 알파 로미오 33/2 쿠페 스페치알레
- 알파 로메오 33 쿠네오
- 알파 로메오 나바호